# 杰克·吉文斯
杰克·吉文斯（英語：Jack Givens，1956年9月21日—），美国NBA联盟前职业篮球运动员。他在1978年的NBA选秀中第1轮第16顺位被亚特兰大鹰选中。